# Quade
 (octobre 2023).
Si vous disposez d'ouvrages ou d'articles de référence ou si vous connaissez des sites web de qualité traitant du thème abordé ici, merci de compléter l'article en donnant les références utiles à sa vérifiabilité et en les liant à la section « Notes et références ».
La quade, étymologiquement sûrement en rapport avec le nombre quatre[réf. souhaitée], est une unité de mesure prémétrique française de volume pour des liquides.
Une quade valait exactement 96 pouces-du-roi cubes, soit le quart de la velte. Elle valait également 2 pintes, donc environ 1,94 litre.